# Dragon Quest Monsters (franchise)
 (mai 2024).
La mise en forme du texte ne suit pas les recommandations de Wikipédia : il faut le « wikifier ».
Les points d'amélioration suivants sont les cas les plus fréquents. Le détail des points à revoir est peut-être précisé sur la page de discussion.
- Les titres sont pré-formatés par le logiciel. Ils ne sont ni en capitales, ni en gras.
- Le texte ne doit pas être écrit en capitales (les noms de famille non plus), ni en gras, ni en italique, ni en « petit »…
- Le gras n'est utilisé que pour surligner le titre de l'article dans l'introduction, une seule fois.
- L'italique est rarement utilisé : mots en langue étrangère, titres d'œuvres, noms de bateaux, etc.
- Les citations ne sont pas en italique mais en corps de texte normal. Elles sont entourées par des guillemets français : « et ».
- Les listes à puces sont à éviter, des paragraphes rédigés étant largement préférés. Les tableaux sont à réserver à la présentation de données structurées (résultats, etc.).
- Les appels de note de bas de page (petits chiffres en exposant, introduits par l'outil «  Source ») sont à placer entre la fin de phrase et le point final[comme ça].
- Les liens internes (vers d'autres articles de Wikipédia) sont à choisir avec parcimonie. Créez des liens vers des articles approfondissant le sujet. Les termes génériques sans rapport avec le sujet sont à éviter, ainsi que les répétitions de liens vers un même terme.
- Les liens externes sont à placer uniquement dans une section « Liens externes », à la fin de l'article. Ces liens sont à choisir avec parcimonie suivant les règles définies. Si un lien sert de source à l'article, son insertion dans le texte est à faire par les notes de bas de page.
- La présentation des références doit suivre les conventions bibliographiques. Il est recommandé d'utiliser les modèles {{Ouvrage}}, {{Chapitre}}, {{Article}}, {{Lien web}} et/ou {{Bibliographie}}. Le mode d'édition visuel peut mettre en forme automatiquement les références.
- Insérer une infobox (cadre d'informations à droite) n'est pas obligatoire pour parachever la mise en page.

Pour une aide détaillée, merci de consulter Aide:Wikification.
Si vous pensez que ces points ont été résolus, vous pouvez retirer ce bandeau et améliorer la mise en forme d'un autre article.
Dragon Quest Monsters est une série spin-off des jeux Dragon Quest. Principalement développés par TOSE et publiés par Square Enix (anciennement Enix), elle transporte le joueur dans un monde de fantasy médiévale regorgeant de magie, monstres et chevaliers. Contrairement aux jeux Dragon Quest originaux, le personnage joueur ne participe pas activement aux combats ; au lieu de cela, le joueur se doit de capturer, élever et se faire reproduire des monstres afin de les envoyer au combat à sa place. Le concept vient de Dragon Quest V (1992). Le design des personnages et des monstres a été réalisé par le créateur de Dragon Ball, Akira Toriyama. La série s'étend sur plusieurs générations de consoles portables, et chaque jeu a reçu l'avis favorable des critiques. Le système de jeu de la série a souvent été comparé à Pokémon,,.
Pour ses deux premières sorties américaines, les titres utilisaient Warrior au lieu du Quest japonais original. Ce changement de nom était nécessaire à cause d'un conflit de droits d'auteur avec le jeu de rôle DragonQuest, publié par Simulation Publications dans les années 1980, jusqu'à la faillite de l'entreprise en 1982 et son rachat par TSR, Inc., qui l'a ensuite publié en tant que variante de Dungeons & Dragons jusqu'en 1987. En 2003, Square Enix a déposé la marque Dragon Quest aux États-Unis, rendant le nom Dragon Warrior obsolète.

## Jeux
| 1998 | Dragon Quest Monsters: Terry's Wonderland |
| 1999 |                                           |
| 2000 |                                           |
| 2001 | Dragon Warrior Monsters 2                 |
| 2002 | Dragon Quest Monsters 1+2                 |
| 2003 | Caravan Heart                             |
| 2004 |                                           |
| 2005 |                                           |
| 2006 | Joker                                     |
| 2007 |                                           |
| 2008 |                                           |
| 2009 |                                           |
| 2010 | Joker 2                                   |
| 2010 | Wanted!                                   |
| 2011 |                                           |
| 2012 | Terry's Wonderland 3D                     |
| 2013 | Iru and Luca's Marvelous Mysterious Key   |
| 2014 | Super Light                               |
| 2015 |                                           |
| 2016 | Joker 3                                   |
| 2017 |                                           |
| 2018 | Terry's Wonderland SP                     |
| 2019 | Terry's Wonderland Retro                  |
| 2020 |                                           |
| 2021 |                                           |
| 2022 |                                           |
| 2023 | Le Prince des ombres                      |

Dragon Quest Monsters: Terry's Wonderland, le premier jeu de la série, est paru en 1998 au Japon, et durant l'année 2000 en Amérique du Nord et région PAL, sur Game Boy Color. La version japonaise se nomme Dragon Quest Monsters: Terry no Wonderland. Dès sa sortie, le jeu était compatible avec la Game Boy Color malgré le fait que son arrivée sur le marché précède la console en elle même, heureusement sa cartouche est également rétro-compatible avec la Game Boy originale. Sa suite, Dragon Quest Monsters 2, est aussi un titre multi-système de la Game Boy Color. Elle est sortie au Japon et en Amérique du Nord en 2001. Il y a deux versions du jeu : Cobi's Journey et Tara's Adventure, intitulées après le personnage jouable de chaque version. Au Japon, elles sont nommées Ruka’s Journey et Iru's Adventure respectivement. Chaque version possède quelques légères différences, comme les monstres et les apparences. Les deux jeux ont été développés par TOSE et publiés par Enix. Dragon Quest Monsters 1+2, un remake de ces deux jeux, possédant des graphiques mis à jour et une nouvelle interface, a été publié en 2002 au Japon sur PlayStation. Le jeu est compatible avec l'adaptateur i-Mode pour PlayStation, permettant aux joueurs d'envoyer leurs monstres vers la version mobile i-Mode, Dragon Quest Monsters i. Les deux jeux ont bénéficié d'un remake sur la Nintendo 3DS japonaise en 2012 et 2014 respectivement. Le premier remake a été porté sur téléphone en 2018 pour le marché japonais.
Dragon Quest Monsters: Caravan Heart est le troisième jeu de la série, sorti au Japon en 2003 pour la Game Boy Advance. Développé par TOSE, il s'agit du dernier jeu Dragon Quest publié par Enix avant leur fusion avec Square. Il y met en scène Kiefer, un prince de Dragon Quest VII : La Quête des vestiges du monde.
Dragon Quest Monsters: Joker, sur Nintendo DS, est sorti au Japon en 2006 et fut le premier jeu de la série à utiliser des graphismes en 3D. Il sera exporté en Amérique du Nord l'année suivante, et sortira dans la région PAL en 2008, deuxième jeu de la série à en faire autant. Initialement annoncé dans le Shonen Jump, le jeu se déroule autour d'un tournoi nommé le Joker GP. Il offre la possibilité aux joueurs de participer en multijoueur via Wi-Fi avec le service de connexion Wi-Fi Nintendo, ainsi que de se déplacer et de combattre dans un environnement entièrement en 3D. Contrairement aux autres jeux de la série, ce jeu ne possède pas de combats aléatoires. Dragon Quest Monsters: Joker 2 est sorti au Japon le 28 Avril 2010, et aux États-Unis le 19 Septembre 2011, comme annoncé à l'E3 2011. Dragon Quest Monsters: Joker 3 est sorti uniquement au Japon, le 24 Mars 2016.
Deux jeux mobiles, Dragon Quest Monsters: Wanted! et Dragon Quest Monsters: Super Light sont sortis au Japon.
Le premier Décembre 2023, Le Prince des ombres est sorti sur Nintendo Switch. TOSE est revenu pour développer le jeu. Ce jeu reprend les mécaniques des opus précédents, mais propose cette fois 526 monstres à collectionner, dont 523 en jeu, et 3 par des codes distribués au Japon en partenariat avec Mc Donald's.

## Système de jeu
Malgré le fait que chacun des jeux de la série aient leurs différences, ils possèdent tous un système de jeu similaire à la série Dragon Quest principale. Les joueurs contrôlent le personnage principal mais, contrairement à Dragon Quest, ce personnage ne se bat pas. Les monstres capturés ou nés de la reproduction participent aux combats au lieu des humains, même si cela change légèrement dans Caravan Heart. Dans les trois premiers jeux, les combats sont livrés en vue à la première personne, et sont au tour par tour. Les monstres peuvent accumuler des points d'expérience de la même façon que les humains dans la série principale, et peuvent apprendre sorts et aptitudes tout droit tirés des jeux Dragon Quest.

### Système de combat
Jusqu'à Joker, le joueur affrontait des monstres rencontrés aléatoirement en vue à la première personne. Joker changea ceci en lui permettant de voir les ennemis sur le terrain, ainsi qu'en rendant les combats tridimensionnels. Le joueur contrôle jusqu'à trois monstres à la fois, et leurs PV et PM sont affichés à l'écran. Il peut alors choisir quoi faire parmi plusieurs options. Depuis Joker 2, certains monstres prennent deux ou trois cases dans l'équipe, pour accommoder leur grande taille.
Depuis Terry's Wonderland 3D sur Nintendo 3DS, il y a quatre cases libres dans l'équipe au lieu de trois, permettant ainsi au joueur de contrôler plus de monstres à la fois.
Typiquement, le joueur ne contrôle pas les monstres, se contentant de leur donner des suggestions. Charge demande aux monstres d'utiliser leurs attaques les plus puissantes et directes. Mixte leur suggère d'utiliser leurs capacités de support, comme les boucliers, améliorations de statut, ou invocations, et Prudent dit aux monstres d'utiliser leurs capacités défensives, comme les sorts de soin et de résurrection, et les capacités permettant de se débarrasser d'effets de statut indésirables. Pendant le combat, le joueur peut sélectionner Plan, ce qui lui permet de changer n'importe lequel des ordres. Commander donne au joueur le contrôle direct de l'équipe et ne peut pas être utilisé dans les combats d'arène. Combattre fait simplement suivre aux monstres les ordres donnés. Le joueur peut aussi faire usage d'items pendant le combat, nombre d'entre eux venant des jeux Dragon Quest. L'équipe peut aussi tenter de fuir les combats aléatoires.

#### Personnalités
Un message lisant "va tenter de" peut parfois apparaître pour certains ordres ; c'est car chaque monstre est doté d'une personnalité qui dépend des actions utilisées par le joueur en combat. Ces actions sont Charge, Mixte et Prudent, qui, quand elles sont utilisées, peuvent augmenter ou faire baisser l'une de trois statistiques cachées, Bravoure, Prudence et Compassion.
En somme, cela signifie qu'un monstre ayant une statistique plus haute que les autres utilisera plus efficacement une attaque de ce type, et aura plus de chances d'obéir. Par exemple, un monstre ayant la Personnalité Casse-Cou (qui est haute en Bravoure mais faible en Prudence et Compassion) aura plus de chances d'utiliser une attaque Charge, tandis qu'un monstre avec la Personnalité Attentionné (un type haut en Compassion mais faible en Bravoure et Prudence) aura plus de chances d'utiliser une attaque Prudente. Les personnalités changent plus rapidement chez les monstres de bas niveau que les monstres de haut niveau, et les monstres ayant un niveau de sauvagerie élevé ont des personnalités plus difficiles à changer. ll y a 27 personnalités différentes.

#### Sauvagerie
Une autre raison pourquoi un monstre pourrait potentiellement désobéir est leur niveau de sauvagerie (SVG dans le jeu). Un monstre très sauvage a moins de chances d'obéir aux ordres. Les monstres recrutés récemment et les monstres ayant été laissés à la ferme pendant longtemps auront un haut niveau de sauvagerie. Pour les apprivoiser, le joueur doit les garder dans son équipe pendant un certain temps ou leur donner de la viande.

### Obtention des monstres
Similairement aux autres jeux vidéo de rôle, quand l'équipe du joueur terrasse les monstres ennemis et le combat prend fin, l'équipe gagne un certain nombre de points d'expérience (EXP) utilisés pour augmenter le niveau des monstres. À la fin du combat, il y a une petite chance que le monstre ennemi puisse rejoindre l'équipe. Cette probabilité est augmentée en utilisant de la viande, ce qui fait baisser la sauvagerie d'un monstre. Plus le joueur en utilise, moins la sauvagerie du monstre sera élevée, ce qui le rend plus susceptible de le rejoindre. Certains types de viande réduisent plus la sauvagerie du monstre, augmentant donc les chances de l'apprivoiser. C'est le cas dans les trois premiers jeux.
Dans Dragon Quest Monsters: Joker, le joueur peut recruter des monstres en plein combat. Contrairement aux jeux précédents, il s'agit d'un ordre de combat, et non du résultat de l'utilisation d'objets. Le joueur peut faire un nombre illimité d'essais durant le combat, jusqu'à ce que le monstre décide de le rejoindre, ou s'offusque. Son succès dépend de la puissance relative du monstre faisant l'essai comparée à la défense relative du monstre qu'il tente de recruter. Le même mécanisme est encore utilisé dans Dragon Quest Monsters : The Dark Prince. 

### Reproduction
La reproduction des monstres est une partie intégrante de la série et est citée comme l'un de ses meilleurs aspects, en partie dû au fait qu'il est possible de créer des monstres autrement impossibles à obtenir,. Dans les deux premiers jeux, le joueur était capable de se faire reproduire deux monstres afin de créer un autre monstre, souvent une fusion de ses deux parents. Les monstres parents disparaissaient après la reproduction. Caravan Heart changea ce système, utilisant à la place des Cœurs de Monstres pour créer de nouveaux monstres. Joker reprit ce premier système, en le renommant Synthèse. Au lieu de se faire reproduire un monstre mâle et un monstre femelle, le joueur doit fusionner un monstre Plus avec un monstre Minus. Cependant, dans la version japonaise originale du jeu, cela reste une reproduction normale entre deux sexes. Dans Dragon Quest Monsters : The Dark Prince, cette mécanique est reprise, avec toutefois la possibilité d'utiliser n'importe quels deux monstres comme "parents" pour la synthèse, les monstres n'étant plus sexués. 

## Accueil
Chaque jeu de la série Dragon Quest Monsters a reçu l'avis favorable de la presse, et ils se sont tous bien vendus au Japon. Lors de leur sortie aux États-Unis, les deux premiers jeux ont souvent été comparés à la franchise Pokémon, un autre RPG de capture de monstres,,. Cependant, avec la sortie de Joker sur Nintendo DS, cette comparaison n'était pas autant mise en avant dans les avis, sans pour autant cesser d'exister. 1UP.com, dans leur test de Joker, note que "la saga Monsters a toujours donné l'impression d'appartenir à l'univers Dragon Quest avant tout ; c'est bien plus qu'un tas de Pokéclones abâtardis. Le dernier ajout en date de la sous-série – Joker – en est un parfait exemple."
Chaque jeu de la série s'est relativement bien vendu, surtout au Japon, où la série Dragon Quest est devenue extrêmement populaire. Au Japon, Dragon Quest Monsters: Terry's Wonderland a vendu 2,35 millions de copies. La version nord-américaine avait vendu 60 000 copies avant Avril 2000. Dragon Quest Monsters 2 a vendu 1 592 728 copies au Japon. Dragon Quest Monsters 1+2 était la 38ème meilleure vente de 2002 avec ses 292 275 copies. Caravan Heart était une meilleure vente à l'heure de sa sortie, avec plus de 538 000 unités vendues dans les trois mois suivant sa publication et 593 000 unités vendues aujourd'hui,. Dragon Quest Monsters: Joker a vendu 593 994 unités dans les quatre jours suivant sa sortie au Japon. Aujourd'hui, il a vendu plus de 1,9 million d'unités dans le monde entier,.